# Кукиниш (Бакау)
Кукиниш (рум. Cuchiniș) насеље је у Румунији у округу Бакау у општини Брустуроаса. Oпштина се налази на надморској висини од 641 m.

## Становништво
Према подацима из 2002. године у насељу је живело 357 становника, од којих су сви румунске националности.